# Чернушка (приток Вотки)
Черну́шка (удм. Сьӧдӟи) — река в Удмуртии, протекает по Воткинскому району. Правый приток реки Вотка.

## География
Река Чернушка берёт начало восточнее деревни Сокол. Течёт на северо-восток через леса мимо населённых пунктов Чёрная и Черновский лесоучасток. Устье реки находится в 36 км от устья Вотки по правому берегу. Длина реки составляет 23 км, площадь водосборного бассейна — 213 км².
Средний уклон реки составляет 1,9 м/км, скорость течения до 0,6 м/с. Ширина реки в низовьях составляет 7 — 9 м.
На реке образовано несколько прудов. Основной приток Чернушки — река Светлянка.

## Данные водного реестра
По данным государственного водного реестра России относится к Камскому бассейновому округу, водохозяйственный участок реки — Кама от Воткинского гидроузла до Нижнекамского гидроузла, без рек Буй (от истока до Кармановского гидроузла), Иж, Ик и Белая, речной подбассейн реки — бассейны притоков Камы до впадения Белой. Речной бассейн реки — Кама.
Код объекта в государственном водном реестре — 10010101412111100015595.